# Западный (жилмассив)
За́падный — жилой массив в Ленинском районе города Новосибирска. Район состоит из кварталов усадебной и многоэтажной застройки. Большинство зданий здесь было построено в 1970-х годах. Широко распространены частные дома. Население составляет около 20 тысяч человек.

## Природные условия
Территория Западного жилмассива имела болотистую почву, и, до строительства самого жилмассива, здесь находилось большое количество болот, часть которых сохранилась до сих пор, за пределами жилой части. Соответственно, территория была пустырной, с незначительным количеством деревьев.

## Застройка

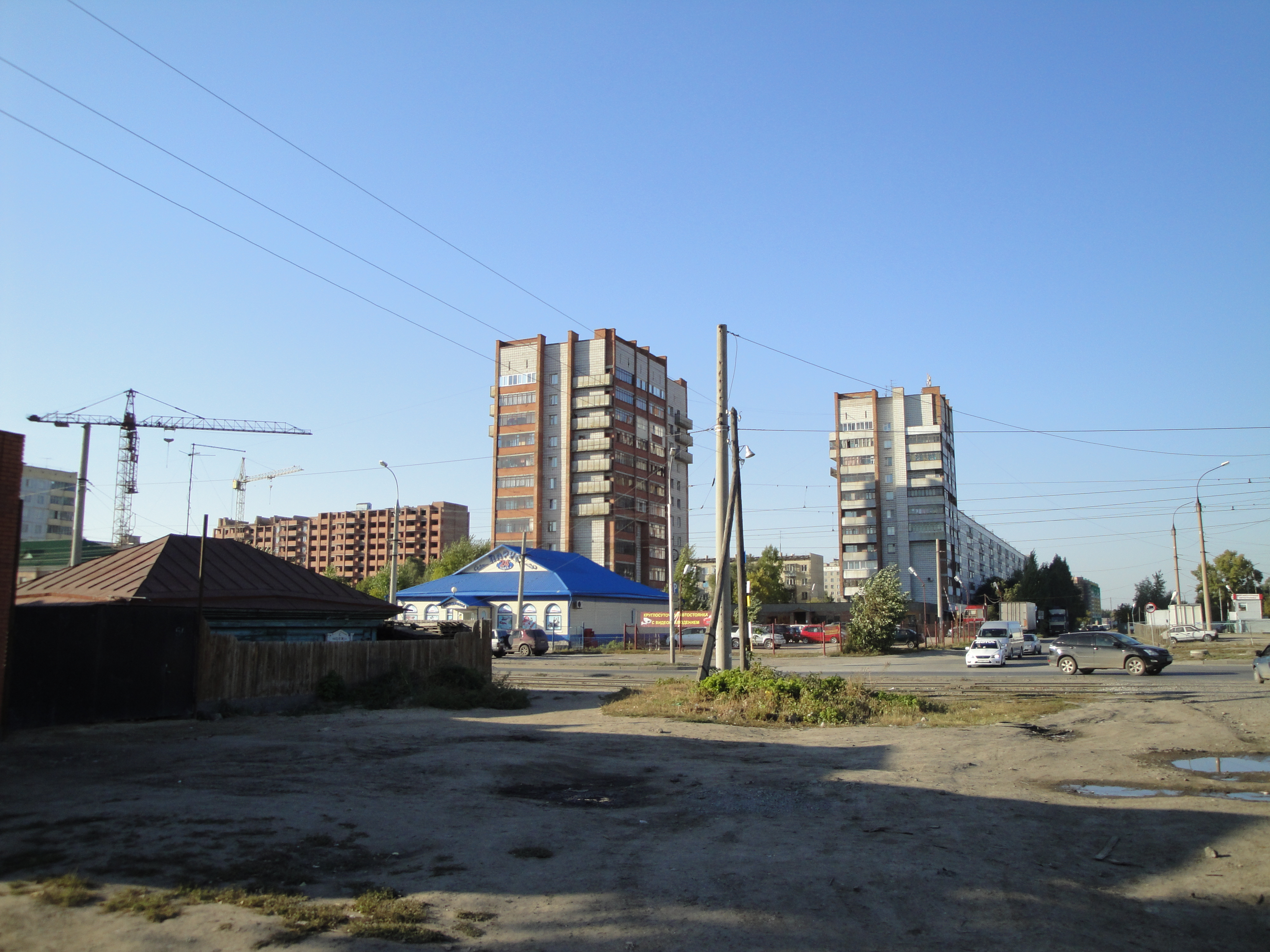
Дома разных лет на Западном

Недалеко от жилмассива находится промышленная зона района. Первоначально здесь, на его окраине, селились рабочие. В годы Великой Отечественной войны на территории современного Западного стали появляться сооружения барачного типа. В послевоенные годы началась застройка микрорайона, и Западный стал приобретать современный облик.

### Проектные работы
В 1975 году четвёртая архитектурно-планировочная мастерская института «Новосибгражданпроект» завершила разработку проекта одноимённого посёлка площадью 75 га. Согласно проекту, посёлок был разделён на три микрорайона. Расчётная численность составляла 36 тысяч человек. Тогда же здесь был смонтирован и первый современный жилой дом. Между улицами Титова и Порядковой, Порт-Артурской и Колхидской планировались (по проекту архитектора В. Д. Щекина) спортивно-оздоровительная зона и общественный центр.
Начиная с 1975 года (и по 1979 год) в «Новосибгражданпроекте» разрабатывается ещё один проект по Западному — проект его детальной планировки. Его авторами выступила группа архитекторов и инженеров «Новосибгражданпроекта»: А. В. Бондаренко, В. М. Галямов, В. В. Пергаев, В. С. Кирш, В. А. Миляева. Согласно данному проекту, на общей площади в 922 га должна разместиться селитебная застройка, площадью 709,6 га. На 1630 тысячах м² разместится жильё — в среднем здания высотой по 8,5 этажей.
Согласно разработанному проекту, данный селитебно-планировочный район включал крупные общественные комплексы, с чётко спланированными скоростными транспортными магистралями. В качестве основы района авторы сделали протяжённую двухкилометровую зелёную зону общей площадью 60 га. В этой зоне должны были расположиться живописные искусственные акватории. А вокруг них — жилые образования и система общественных центров. Ядром центра нового района выступила бы группа общественных зданий:
- Дворец культуры.
- театральный зал (600 мест).
- клубная часть, танцевальный зал.
- киноконцертный зал (900 мест).
- библиотеки, музыкальная школа.
- профилакторий (санаторного типа) завода «Сибтекстильмаш».

А также здания и сооружения спортивного назначения: арена, трибуны (20 тысяч мест), Дворец спорта (искусственный лёд, плавательный бассейн, спортзалы). Массовое освоение данного района изначально предполагалось за пределами XII пятилетки.

### Массовая застройка
мкр «Чистая Слобода»
В период с конца 1960-х годов до начала 1970-х годов Западный вырос в крупный жилой массив. На середину 1970-х годов на Западном жилмассиве планировались к постройке свои общественный центр и спортивно-оздоровительная зона. Территориально они должны были расположиться между следующими улицами: Титова и Порядковая, Порт-Артурская и Колхидская.

### Современная застройка
После распада СССР, застройка продолжилась. Так в 2007 году, на Западном начали строиться первые дома микрорайона «Чистая Слобода». К 2010 году на «Чистой Слободе», в общей сложности, было возведено девятнадцать 10-этажных домов (один кирпичный). В перспективе же в планах застройщика построить ещё 7 аналогичных домов. А к 2014 году — в общей сложности, построить и сдать 29 жилых домов. По состоянию на начало 2012 года в данном микрорайоне проживает около 3 тысяч человек.

## Достопримечательности

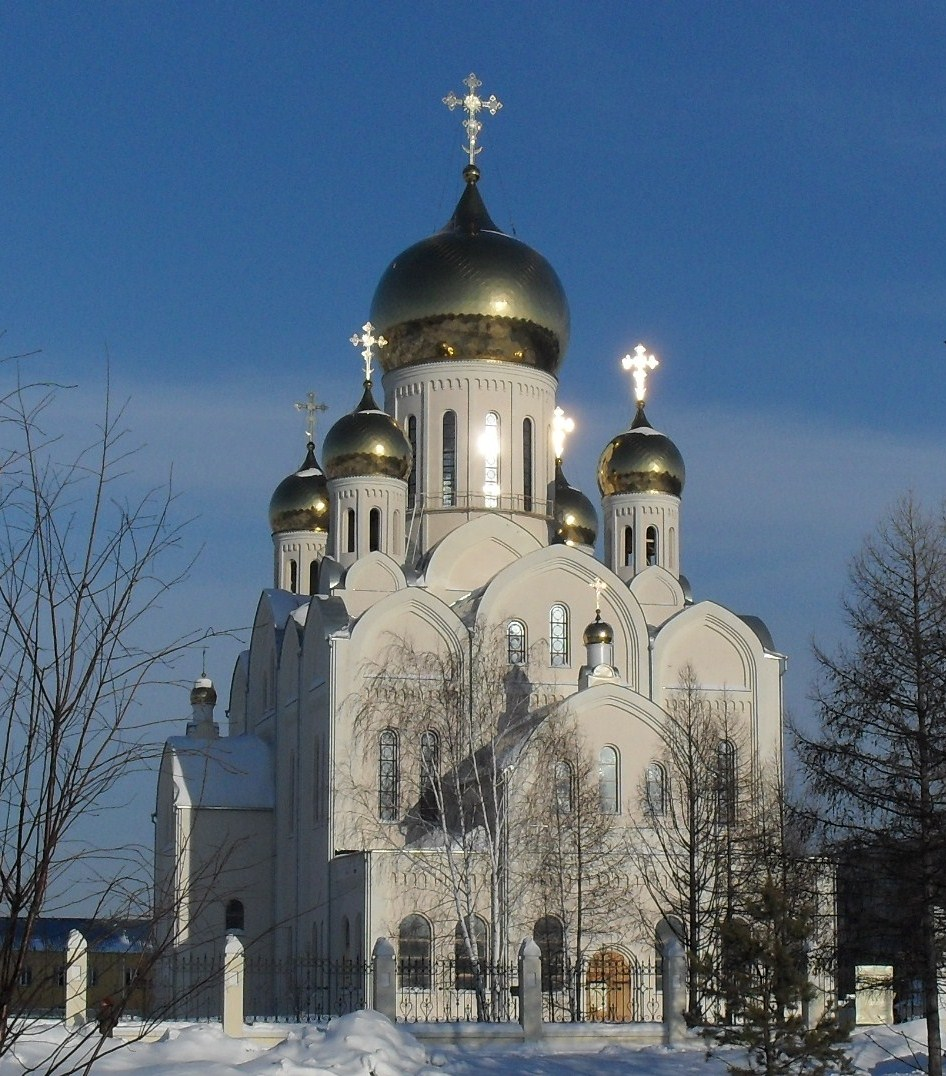
Троицкий собор

Достопримечательностями района являются:
- Ипподром.
- Хоккейный стадион.

В 2008 году на территории Западного жилмассива был открыт Троицкий собор, строившийся на протяжении 9 лет. Храм вмещает 1500 человек, имеет два уровня. До верхней точки креста 60 метров. Рядом с храмом находится сквер.

## Инфраструктура

### Улицы
Улицы Западного: Невельского, Колхидская, Каменогорская, Халтурина, Фасадная, Забалуева, Порт-Артурская, Филатова, Пархоменко, Олимпийская, Танкистов, Титова.
Ранее также существовала улица Порядковая. В 2000-х годах её объединили с улицей Забалуева.

### Здравоохранение
Медицинские учреждения:
- Поликлиника № 11.

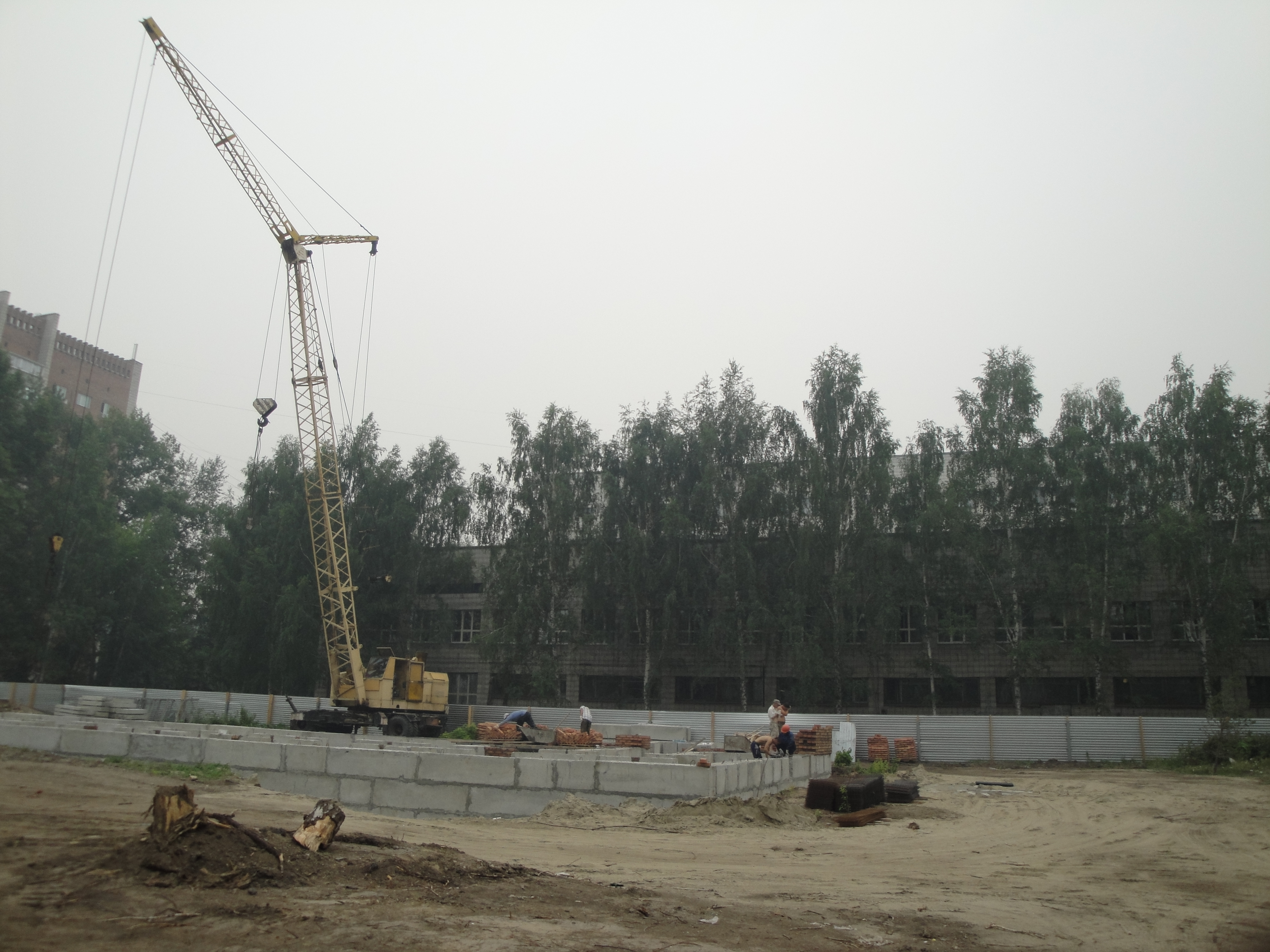
Городская клиническая больница (на заднем плане)

- Городская клиническая больница № 11.
- Детская поликлиника № 18.
- Новосибирский филиал МНТК «Микрохирургия глаза» имени академика Святослава Фёдорова[8].

### Образование
На жилмассиве работают:
- 10 детских садов (муниципальных и специализированных).
- 5 общеобразовательных школ: № 48, № 86, № 90 (с филиалом в здании бывшей школы № 89), № 191, № 215.
- 2 школы-интерната: № 39 - для детей с нарушениями зрения;  № 133 - для детей нуждающихся в длительном лечении сколиоза (школа санаторного типа).

### Торговля
На Западном имеются:
- Магазины, супермаркеты.
- 3 микрорынка.

### Культура
На территории жилого массива построены и работают:
- Дворец культуры «Сибтекстильмаш».
- Профилакторий санаторного типа.

### Спорт
На жилмассиве действует стадион «Заря», включающий крупное футбольное поле. В декабре 2011 года был открыт футбольный комплекс «Заря», включающий крытый стадион, зал для мини-футбола и другие помещения. Комплекс общей стоимостью 1,8 млрд рублей был построен за счёт бюджетных средств.

### Транспорт
Маршруты общественного транспорта:
- Автобусы: № 39, 43, 55, 57, 94.
- Маршрутное такси: № 18.
- Трамваи: № 2, 8.